# Lo Crit de la Patria
Lo Crit de la Patria fue un semanario político satírico carlista editado entre 1883 y 1888 en la ciudad española de Barcelona, durante la Restauración.

## Historia
Apareció en octubre de 1883, tomando el nombre de un semanario carlista anterior publicado durante el Sexenio Democrático. Se imprimía en la imprenta de Beltrán y Altés, en la calle Pelayo, n.º 6. En su cabecera aparecía un dibujo alegórico con el título de la publicación y el lema «Deu, Patria, Rey». Fue fundado por el librero Antonio Quintana, quien el año anterior había dirigido un semanario similar llamado L'Avi Vell. Posteriormente accedió a la dirección el joven Francisco de Paula Oller, que sostuvo intensas polémicas.
En 1885 envió sendos mensajes de adhesión al papa León XIII y al pretendiente Carlos de Borbón y Austria-Este. El periódico recibió la felicitación de Francisco Martín Melgar en nombre de Don Carlos por la publicación de un número extraordinario en 1886. Debido a un artículo titulado «Lamentos de un mestizo», Oller fue denunciado y condenado en julio de 1887 a cuatro meses de prisión. En noviembre del mismo año fue denunciado nuevamente por la publicación de un artículo y dos poesías y en junio de 1888 entró otra vez en prisión, donde permanecería siete meses.
El semanario fue partidario de Ramón Nocedal y su corriente integrista dentro del carlismo. Defendió a El Siglo Futuro, se opuso a los periódicos afectos a La Fé y dirigió ataques satíricos a Alejandro Pidal y a los llamados «mestizos» (católicos partidarios de la conciliación con el liberalismo), incluyendo a algunos sacerdotes.
Su director, Francisco de Paula Oller, envió una súplica a Don Carlos, poco antes de la escisión integrista, para que restableciera la unidad de los carlistas reafirmando la unidad católica de España «con todas sus consecuencias de efectiva coerción» tal como había sido aplicada por su antepasado Felipe II. El mensaje iba también firmado por otros directores catalanes de prensa carlista como Jacinto de Maciá, por el Semanario de Figueras y el Semanario de la Bisbal; Hilario del Corral, por El Integrista; José de Palau y de Huguet, por Dogma y Razón; Mariano de Rocafiguera, por El Norte Catalán; y Juan Santiago Griñó, por el Diario de Lérida.
Mientras se hallaba en prisión, Francisco de P. Oller fue destituido como director de Lo Crit de la Patria por mostrarse favorable a la nueva política de Don Carlos contraria a Nocedal. El semanario se adhirió en agosto de 1888 al Manifiesto de Burgos que daría origen al Partido Integrista.
En noviembre su nuevo director, Domingo Theilig, sería demandado por injurias por el redactor de El Correo Catalán Luis Carlos Viada y Lluch. Lo Crit de la Patria desaparecería poco después. Oller, que consideró que había sido traicionada su línea, fundó un nuevo semanario bajo el título Lo Crit d'Espanya (1889-1892), que sería contrario a Nocedal.
Entre sus colaboradores se contaron el sacerdote Jaime Collell y Lorenzo Carrasco Prim.